# Entalpia di vaporizzazione
L'entalpia di vaporizzazione (o entalpia di ebollizione) è una proprietà fisica di ogni sostanza, definita come il calore richiesto per vaporizzare una mole di sostanza al suo punto di ebollizione a pressione standard (101.325 Pa). L'entalpia di ebollizione viene espressa nel SI in kJ/mol.
Viene anche utilizzato il termine di entalpia di condensazione per il processo inverso all'entalpia di vaporizzazione. Questo è definito come calore rilasciato, quando una mole di sostanza, condensa al suo punto di ebollizione a pressione standard.
L'entalpia di ebollizione o calore di vaporizzazione dell'acqua è di circa 2260 kJ/kg equivalente a 40,8 kJ/mol. Questo è molto elevato: cinque volte l'energia necessaria per scaldare l'acqua da 0 a 100 gradi Celsius.

## Valori per gli elementi
| Elemento  | ΔbH0 (kJ/mol) |
| --------- | ------------- |
| Attinio   | n/a           |
| Alluminio | 293,4         |
| Antimonio | 77,14         |
| Argon     | 6,447         |
| Arsenico  | 34,76         |
| Astato    | 114           |
| Bario     | 142           |
| Berillio  | 292,40        |
| Bismuto   | 104,8         |
| Boro      | 489,7         |
| Bromo     | 15,438        |
| Cadmio    | 100           |
| Cesio     | 67,74         |
| Calcio    | 153,6         |
| Carbonio  | 355,8         |
| Cerio     | 414           |
| Cloro     | 10,2          |
| Cromo     | 344,3         |
| Cobalto   | 376,5         |
| Rame      | 300,3         |
| Fluoro    | 3,2698        |
| Gallio    | 258,7         |
| Germanio  | 330,9         |
| Oro       | 334,4         |
| Afnio     | 575           |
| Elio      | 0,0845        |

| Elemento  | ΔbH0 (kJ/mol) |
| --------- | ------------- |
| Idrogeno  | 0,44936       |
| Indio     | 231,5         |
| Iodio     | 20,752        |
| Iridio    | 604           |
| Ferro     | 349,6         |
| Kripton   | 9,029         |
| Lantanio  | 414           |
| Piombo    | 177,7         |
| Litio     | 145,92        |
| Magnesio  | 127,4         |
| Manganese | 226           |
| Mercurio  | 59,229        |
| Molibdeno | 598           |
| Neon      | 1,7326        |
| Nettunio  | n/a           |
| Nichel    | 370,4         |
| Niobio    | 696,6         |
| Azoto     | 2,7928        |
| Osmio     | 627,6         |
| Ossigeno  | 3,4099        |
| Palladio  | 357           |
| Fosforo   | 12,129        |
| Platino   | 510           |
| Polonio   | 60,1          |
| Potassio  | 79,87         |
| Radio     | 37            |

| Elemento  | ΔbH0 (kJ/mol) |
| --------- | ------------- |
| Radon     | 16,4          |
| Renio     | 715           |
| Rodio     | 493           |
| Rubidio   | 72,216        |
| Rutenio   | 595           |
| Scandio   | 314,2         |
| Selenio   | 26,3          |
| Silicio   | 384,22        |
| Argento   | 250,58        |
| Sodio     | 96,96         |
| Stronzio  | 144           |
| Zolfo     | 1,7175        |
| Tantalio  | 743           |
| Tecnezio  | 660           |
| Tellurio  | 52,55         |
| Tallio    | 164,1         |
| Torio     | 514,4         |
| Stagno    | 295,8         |
| Titanio   | 421           |
| Tungsteno | 824           |
| Vanadio   | 452           |
| Xeno      | 12,636        |
| Ittrio    | 363           |
| Zinco     | 115,3         |
| Zirconio  | 58,2          |
|           |               |